# عرس الدم (فلم)
عرس الدم هو فيلم دراما مغربي صدر سنة 1977، من إخراج سهيل بنبركة، وبطولة كل من إيرين باباس، ولوران تريزيف، وجميلة، ومحمد الحبشي، والعربي الدغمي، ومومي، وسعاد جليل، ونعيمة المشرقي. يحكي الفيلم قصة حمروشي، الذي ينتمي إلى عائلة متورطة في قضايا قتل، ويُرفض طلبه للزواج من الفتاة التي يحبها، ابنة أغنى رجل في البلدة. بعد سنوات، يلتقي بها مجددًا ويكتشف أنها ستتزوج قريبًا، فيخططان للهروب معًا.
قصة الفيلم مأخوذة عن مسرحية عرس الدم لغارسيا لوركا.

## القصة
في إحدى القرى بأقصى الجنوب المغربي المعاصر، حمروشي سليل إحدى الأسر المدانة لارتكابها العديد من قضايا القتل، يُرفض طلبه للزواج من الفتاة التي يحبها، وهي ابنة أغنى رجل يملك الأطيان في البلاد، فهو فقير ويعيش على هامش المجتمع، فيتزوج من ابنة عمه، وبعد عدة سنوات، يقابل الفتاة التي كان يود خطبتها، ويعرف أنها سوف تتزوج قريبًا. هذا اللقاء يوقظ النيران التي أطفأت تحت الرماد، ويهرب الاثنان معا في نفس يوم الزفاف، يحس العريس أنه جُرح في كبريائه، فيقرر مطاردة حمروشي في الصحراء، وعندما يعثر عليه، يكون عرسًا من الدم.

## روابط خارجية
- مقالات تستعمل روابط فنية بلا صلة مع ويكي بيانات